# Сьюзен Стрейндж
Сьюзен Стрейндж (англ. Susan Strange; 9 червня 1923, Дорсет — 25 жовтня 1998) — британська вчена з міжнародних відносин, яка «майже одноосібно була відповідальною за створення міжнародної політичної економіки». Серед відомих публікацій: «Казино капіталізм» (1986), «Держави та ринки» (1988), «Відступ держави» (1996) і «Шалені гроші» (1998). 

## Раннє життя
Сьюзен Стрейндж народилася 9 червня 1923 року. Вона закінчила Лондонську школу економіки (LSE), де отримала ступінь бакалавра економіки під час Другої світової війни.

## Кар'єра
Сьюзен Стрейндж отримала першу економічну освіту в Лондонській школі економіки (LSE) у 1943 році. Вона виховувала сім'ю із шести дітей і працювала фінансовою журналісткою для «The Economist», потім «The Observer» до 1965 року, коли вона почала присвячувати весь свій час на дослідження. Вона залишалася штатною науковою співробітницею у «Chatham House» (колишньому Королівському інституті міжнародних відносин). З 1978 по 1988 роки Стрейндж обіймала посаду професорки міжнародних відносин Монтегю Бертона в LSE і була першою жінкою в LSE, яка займала цю посаду та професорство. Вона працювала професоркою із міжнародної політичної економіки в Інституті Європейського університету в Флоренції, Італія з 1989 по 1993 роки. Останньою академічною посадою Стрейндж, яку вона обіймала з 1993 року до своєї смерті в 1998 році, була посада завідувачки кафедри міжнародних відносин та професорки з міжнародної політичної економії в Університеті Ворика, де вона заснувала аспірантську програму з міжнародної політичної економії. Стрейндж також викладала в Японії, де в період з 1993 по 1996 роки вона була кілька разів запрошеною лекторкою в університеті Аояма Гакуїн в Токіо.
Стрейндж була визначною особою у професійних асоціаціях як у Великій Британії, так і у США. Вона була основною засновницею і першою скарбницею Британської асоціації міжнародних досліджень та була третьою жінкою-президентом Асоціації міжнародних досліджень у 1995 році.

## Позиції з міжнародних відносин
Стрейндж відіграла ключову роль у розвитку міжнародної політичної економії як галузі дослідження у Британії. Вона заявила, що загалом «економісти просто не розуміють, як працює глобальна економіка» через погане розуміння влади й надмірну залежність від абстрактних економічних моделей. Однак вона зазначила, що політологи також чудово розуміють міжнародну економіку завдяки їхньому дослідженню таких тем як інститутів і влада. Таким чином, вона стала однією з найбільш ранніх агітаторів, яка виступала за необхідність вивчення як політики, так і економіки для науковців з міжнародних відносин.

### Влада і міжнародні фінансові ринки
У книзі «Держави та ринки» (1988) дослідниця виділяє чотири ключові джерела влади — безпека, виробництво, фінанси та знання; влада — це здатність «забезпечувати захист, робити речі, отримувати доступ до кредитів, а також розробляти і контролювати авторитетні способи тлумачення світу». Стрейндж вважає, що найбільше забувають про таке джерело влади як фінансовий доступ, який, таким чином, стає найважливішим для розуміння; іншими словами, вона стверджує, що не можна зрозуміти, як працює світ без глибокого розуміння міжнародних фінансових ринків. Для ілюстрації, книга «Казино капіталізм», опублікована у 1986 році, обговорює небезпеки міжнародної фінансової системи, які, як вважає дослідниця, були підтверджені фінансовою кризою в Азії 1997 року. У цій книзі вона визначила термін «казино капіталізм» як форму капіталізму, яка є надзвичайно мінливою і непередбачуваною, і є наслідком «спекулятивно-орієнтованих підйомів» фінансового капіталу. Існує фінансове «зараження», що провокує величезну нестабільність на міжнародних фінансових ринках.
У книзі «Держави та ринки» (1988) науковиця зосередила свою увагу на тому, що вона назвала «зв'язком ринку і влади». Вона стверджує, що світовий ринок у порівнянні з національною державою, набув значної влади з 1970-х років і що між ними виник «небезпечний розрив». Вона вважала національні держави негнучкими, обмеженими територіальними межами у світі крихкої міжурядової співпраці; «Вестфалія» (телескопія англійських слів west (захід) і failure (помилка) — це те, що вона назвала Вестфалією. Ринки зможуть відмовитися від регуляторних норм і вільно панувати, створюючи більше невизначеності та ризиків у вже і так хаотичному середовищі. 

### Позиція щодо міжнародної валютної системи
У книзі «Казино капіталізм» Сьюзен Стрейндж проблематизує несистему, якою стала міжнародна валютна система. Вона порівнює її з казино, де валюта встановлює ставки, за якими міжнародні фінанси стали сильнішими за держави і зазнали процесу дерегуляції. Смітсонівська угода стала слабкою, що призвело до подальшого нехтування з боку США, ринок євродоларів й ОПЕК сильно підірвали Бреттон-Вудську систему. Не існує держави чи акторів, які б регулювали міжнародну валютну систему і міжнародні фінансові ринки.

## Особисте життя
У 1942 році Сьюзен Стрейндж вийшла заміж за Дениса Меррітта (пом. 1993 р.); вони мали одного сина та одну дочку, а їх шлюб було розірвано у 1955 році. У 1955 році вона вийшла заміж за Кліффорда Селлі, з яким у неї було троє синів і одна дочка.